# Foca-comum
A foca-comum (Phoca vitulina) é um mamífero carnívoro pinípede da família Phocidae, também conhecida como foca-do-porto e é encontrada ao longo das costas marinhas temperadas e árticas do Hemisfério Norte. É uma das espécies mais amplamente distribuídas de pinípedes (morsas, leões-marinhos, lobos-do-mar e focas), elas são encontradas em águas costeiras do norte do Atlântico e do Pacífico, no Mar Báltico e no Mar do Norte.
Focas-comuns são marrons, beges ou cinzas, com as narinas em forma de V. Um adulto pode atingir um comprimento de 1,85 m e uma peso de 132 kg. uma camada de gordura isolante sob a pele do ajuda a manter a temperatura corporal. As fêmeas sobrevivem mais que os indivíduos do sexo masculino (30-35 anos contra 20-25 anos). Focas vivem grupos familiares, descansando em áreas geralmente rochosas (embora gelo, areia e lama também pode ser usados), onde eles estão protegidos contra condições climáticas adversas e predadores, perto de uma área próxima do mar, onde se alimentam. Os machos podem brigar por companheiras na água e em terra. As fêmeas têm um único filhote, após uma gestação nove meses, que cuidam sozinhas. Os filhotes podem pesar até 16 kg e são capazes de nadar e mergulhar horas após o nascimento. Eles se desenvolvem rapidamente graças ao leite rico em gordura de suas mães e são desmamados após quatro a seis semanas.
A população mundial de focas-comuns é de 350,000–500,000 de animais, mas as subespécies em certos habitats estão ameaçadas. Uma vez que uma prática comum, a caça, agora ilegal em muitos países dentro do alcance do animal, quase dizimou a espécie.

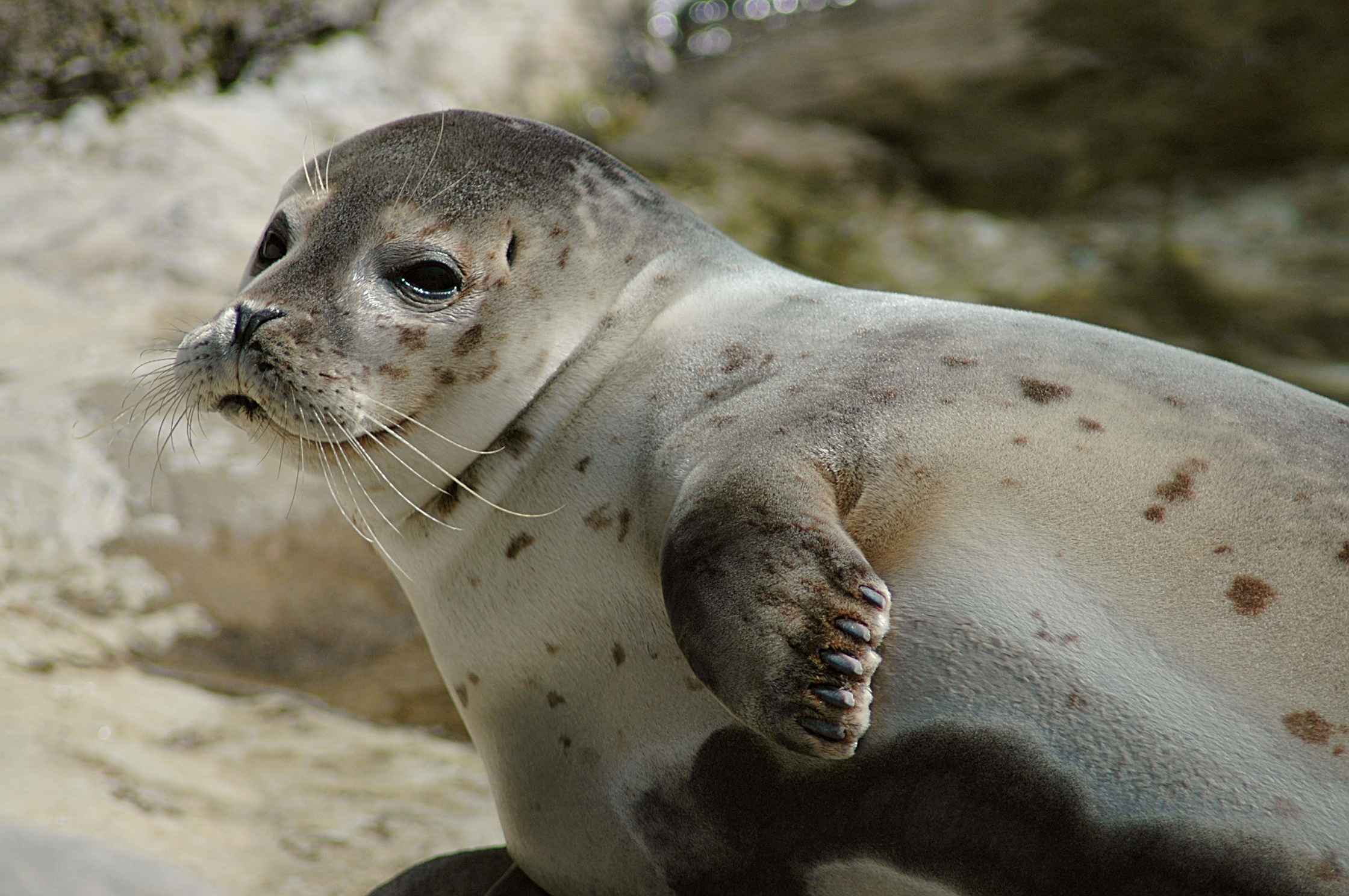
Foca-comum

## Descrição
Focas adultas possuem um padrão único de manchas, um tanto escuras sobre um fundo claro ou claro sobre escuro. Elas variam na cor do preto acastanhado ao bege ou cinza; os flancos são geralmente mais claros. O corpo e nadadeiras são curtos, cabeças são arredondadas. Narinas aparecem distintamente em forma de "V". Tal como acontece com outros focídeos, não possui orelha externa. Um abertura auditiva pode ser visível por trás do olho. Incluindo a cabeça e nadadeiras, elas podem chegar a um comprimento de 1,85 metros e um peso de 55–168 kg. As fêmeas são geralmente menores que os machos.

## Habitat, dieta e distribuição geográfica
Focas-do-porto habitam o Hemisfério norte, na América do Norte e na Europa; preferem locais de freqüentes descanso familiar. Eles podem passar vários dias no mar e viajar até 50 quilômetros em busca de áreas de alimentação, e também podem nadar em água doce e subir em grandes rios. Descansam em qualquer tipo praia e podem ser tanto em costões rochosos robustos, como os da Hébridas ou as costas da Nova Inglaterra, quanto praias de areia branca. Focas freqüentemente se reúnem em portos, zonas de águas baixas de areia, e estuários em busca de presas, geralmente peixes como savelha, anchova, robalo, arenque, cavala, bacalhau, badejo e peixes chatos e, ocasionalmente, camarão, caranguejos, moluscos e lulas. Subespécies atlânticas da Europa ou mesmo da América do Norte também exploram locais mais profundo, onde caçam peixes do género Ammodytes e subespécies do Pacífico foram registradas ocasionalmente consumindo peixes do género Oncorhyncus. Embora primariamente costeiras, as focas-comuns já foram registradas mergulhando a mais de 500 m. Também foram registrados relatos de focas atacando, matando e comer diversos tipos de aves marinhas costeiras.
A população da Califórnia, da subespécie Phoca vitulina richardsi ascenderam em cerca de 25.000 indivíduos a partir de 1984. Focas do Pacífico ou focas californianas são encontradas ao longo de toda a costa do Pacífico da Califórnia. Elas preferem manter-se relativamente perto da costa, e não foram vistas além das Ilhas do Canal; além disso, muitas vezes elas se aventuram em baías e estuários e até mesmo nadam até rios costeiros. Elas se alimentam em águas rasas do litoral onde pescam peixes como arenque, linguado, pescada, anchova, bacalhau e peixe-escorpião. As focas-comuns são predadas por baleias assassinas (orcas) e tubarões brancos .

## Comportamento e reprodução
Focas-do-porto são animais gregários, embora eles não formam grupos grandes como alguns outros focas. Quando não está alimentando ativamente, eles vão á praia para descansar. Elas tendem a ser litorâneas, não se aventurando mais de 20 quilômetros da costa. Ambos cortejo e acasalamento ocorrem debaixo d'água. O sistema de acasalamento não é conhecido, mas pensam ser polígamo. As fêmeas dão à luz uma vez por ano, com uma gestação período de cerca de nove meses.
O parto de filhotes ocorre anualmente em terra. O calendário da temporada reprodutiva varia com a localização, que ocorre em fevereiro para populações em latitudes mais baixas, e tardiamente, em julho, na zonas sub-árticas. As mães são as únicas prestadoras de cuidados, com a lactação que dura de quatro a seis semanas. Pesquisadores descobriram os machos se reúnem debaixo d'água, viram de costas, colocam suas cabeças juntas e vocalizam para atrair as fêmeas prontas para reprodução. Os único filhotes nasce bem desenvolvido, capaz de nadar e mergulhar dentro de horas. Mamam por três a quatro semanas, se alimentando do rico leite gorduroso da mãe e crescem rapidamente; nascidos com peso até 16 kg, os filhotes podem duplicar seu peso até a época do desmame.
Focas gastam uma grande parte do tempo em terra, durante a muda , que ocorre logo após o acasalamento. Desta vez a terra é importante para o ciclo de vida, e podem ser perturbadas quando há presença humana substancial. O tempo de início da muda depende da idade e sexo do animal. A fêmea vai acasalar novamente logo após o desmame do seu filhote. Focas são, por vezes relutantes sair para fora na presença de seres humanos, entrando na água, de modo que o desenvolvimento litoral e acesso deve ser cuidadosamente estudado em locais conhecidos de curso observação por fora.